# Louis Lehmann

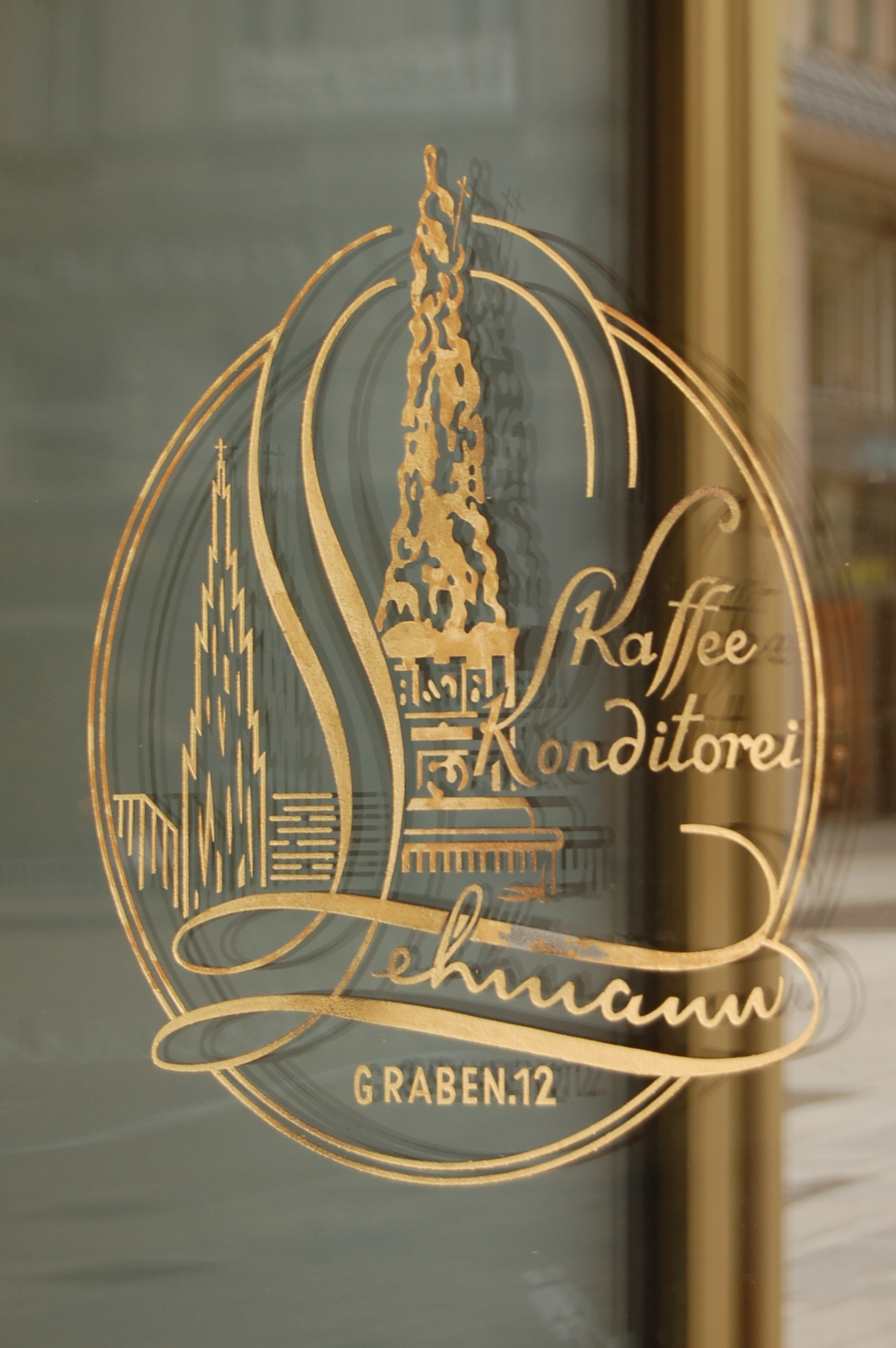
Schriftzug vom Lehmann an der Eingangstür am Graben, mit stilisiertem Stephansdom und Pestsäule (2009)

Louis Lehmann war eine historische Konditorei und ehemaliger k.u.k. Hoflieferant in Wien. Die Adresse war Graben 12 im 1. Bezirk Innere Stadt.

## Geschichte
Ernst Louis Lehmann (* 20. März 1850 in Deutschland) hatte seine Lehre im Café Gerstner. Dort lernte er seine zukünftige Frau Leopoldine kennen. Der Meister Anton Gerstner war bei der Hochzeit dabei; der Ehe entstammen zwei Söhne und zwei Töchter. Lehmann machte sich später selbständig und eröffnete seine erste Konditorei an der Mariahilfer Straße 137. Diese Filiale existierte bis 1984.
Der Hauptsitz wurde in die Singerstraße 3 im 1. Bezirk verlegt, die der Sohn Louis Ignaz Lehmann (* 20. Oktober 1878–1945) später leitete. Dieser heiratete Luise Bredendick, die selber aus einer Konditorendynastie entstammte. 1878 konnte Lehmann in der Hadikgasse 18 im 13. Bezirk eine Obstkonservenfabrik aufbauen. Das Obst konnte seine Farbe und Geschmack halten, was damals eine Besonderheit war. Die Obstkonservenfabrik blieb bis 1972 in Produktion.
Mit der Obstfabrik und den zwei Kaffee- und Konditoreihäusern waren insgesamt 70 Mitarbeiter bei Lehmann tätig. Lehmann begann den kaiserlichen Hof und Mitglieder der kaiserlichen Familie zu beliefern. Am 1. Juli 1880 erhielt das Unternehmen die Erlaubnis vom Hof zur „Verabreichung von Kaffee, Tee, Schokolade, anderen warmen Getränken und Erfrischungen, gebrannten geistigen Getränken und Dessertweinen, jedoch nur in Verbindung mit dem Zuckerbäckergewerbe.“ 1916 wurde das Unternehmen von Louis Ignaz Lehmann übernommen, der sich erfolgreich um den Hoflieferantentitel beim Hofwirtschaftsamt bewarb. Auf „ausdrücklichen Wunsch des Oberhofmeisteramtes“ erhielt er 1917 von Kaiser Karl I. den Titel „k.u.k. Hofzuckerbäcker“ und durfte sich in einer Reihe von Hofzuckerbäckern aneinanderreihen wie der Gerstner und Demel. 
Mit dem Zusammenbruch der Monarchie brach zwar der Hof als Kunde weg, aber Lehmann konnte mit neuen Mehlspeisen die Geschäfte am Laufen halten. Im Zweiten Weltkrieg wurde das Cafe an der Singerstraße 3 durch Brand zerstört. Mit dem Tod von Louis Lehmann musste seine Witwe Luise und ihre Tochter Lotte die Geschäfte leiten, sie siedelten um zum Graben 12 im 1. Bezirk. Lehmann durfte zum Empfang der Unterzeichnung des Österreichischen Staatsvertrages im Schloss Belvedere das kalte Buffet servieren. Kunden war das Bundeskanzleramt, das Unternehmen tischte bei Staatsbanketten, für Firmenfeiern und bei Bällen mit einem Catering-Service auf. Das traditionelle Geschäft der Kuchen und Torten lief hauptsächlich im Cafe, aber Aufträge für Hochzeiten, Geburtstage, Jubiläen und Festtage wurden genommen. 
Das Haus am Graben wurde 1984 saniert, mit der Errichtung der Fußgängerzone am Graben konnte ein Schanigarten eingerichtet werden. Peter Förtsch (* 27. März 1953), der seit 1977 selber geprüfter Zuckerbäckermeister wurde, leitete die Geschäfte, gemeinsam mit seinem Sohn Alexander und Tochter Nicole. 
Das Unternehmen wurde 2001 mit der Goldenen Kaffeebohne von Jacobs ausgezeichnet. Die Konditorei wurde am 15. Juli 2008 geschlossen, anscheinend auf Grund erhöhter Mieten. Kunden wie der deutsche Dramaturgiker René Pollesch zeigten sich „geschockt“.

## Sortiment
Lehmann bot Sachertorte mit Schlagobers, Esterházy-Torte, Mohn-Topfen-Waldbeertorte, Mozarttorte, Biedermeiertorte, Schwarzwälderkirschtorte, Malakofftorte, Eierlikörtorte, Topfentorte usw., Apfelstrudel und Topfenstrudel sowie Mehlspeisen wie Apfelschnitte, Beugel, Casablanca, Éclair, Himbeerschnitte, Kardinalschnitte, Lehmann Röllchen, Punschwürfel, Topfenroulade, Weichselroulade usw. Unter den kalten Imbisse gab es Lachsschüsserl, Frischlachs in Weißwein gedämpft, Mayonnaise-Ei, Hühnerfilet Hawaii, Hühnerschüsserl, Schinkenrolle, Crevettenschüsserl, Spargel pikant und Sandwich sowie warme Imbisse wie Toast, Tagessuppe und ein Mittagstisch.